# 3386 Klementinum
A 3386 Klementinum (ideiglenes jelöléssel 1980 FA) a Naprendszer kisbolygóövében található aszteroida. Ladislav Brožek fedezte fel 1980. március 16-án.